# Ghizela Vass
Ghizela Vass (născută Gitta; n. 22 aprilie 1912, Iași – d. 2004, București) a fost o activistă comunistă din România. Supranumită Tovarășa Gizela, a fost bunica din partea mamei a lui Bogdan Olteanu, președinte al Camerei Deputaților. S-a născut într-o familie de origine evreiască originară din Basarabia și stabilită la Iași și a fost deputat în Marea Adunare Națională în sesiunea 1952 - 1957.

## Biografie
A intrat în PCR în 1933, când partidul era compus în mare parte din agenți NKVD. A avut o ascensiune foarte rapidă în partid. În 1945 ea ajunsese membru al CC al PCR și a reușit să se mențină în funcții până la sfârșitul anilor ’70. Printre sarcinile Ghizelei Vass s-au aflat, până la începutul anilor ’40, și "eliberarea" moldovenilor de la Chișinău de sub "jugul burghezo-moșieresc românesc”, iar, ulterior, după 1945, eliberarea românilor de la București "de sub jugul lui Iuliu Maniu și Brătianu".
Între 1948-1984 a fost membru al CC al PCR, secretar al organizației PCR din București (din 1953, când a fost exclusă din Secția Externă a CC, în urma campaniei antievreiești din rândurile nomenclaturii) și șef de secție la CC al PCR (1975-1984). În 1980, fiica și ginerele ei (Eugen Zeiligsohn, medic) au plecat într-o excursie în Europa, stabilindu-se ulterior în SUA.
După ce a fost director adjunct al Secției Organizatorice a CC al PMR, în 1954 a fost admisă în secretariatul CC, iar în 1958 a devenit șefa secției relații internaționale a partidului.
La începutul anilor ’70, a fost "marginalizată” de Nicolae Ceaușescu în funcția de adjunct al secției relații internaționale, iar în 1982, pensionată. După pensionare, a fost numită vicepreședintă a Crucii Roșii, păstrându-și privilegiile.
Ghizela Vass, alături de Lidia Lăzărescu (nume conspirativ), Olga Deutsch și Andrei Goanță  (nume conspirativ, mai târziu s-a refugiat în Israel), a condus un grup de sprijin și coordonare a luptei antititoiste format în cadrul secției de relații internaționale a PMR.
A fost soția lui Ladislau Vass, ilegalist maghiar, fost adjunct al ministrului finanțelor și membru al Comisiei de Revizie a CC al PMR, și o apropiată a Elenei Ceaușescu. A avut un fiu Gheorghe și două fiice: 
- Leah Zoia care a emigrat, în anul 1980, împreună cu soțul ei Eugen Zeiligsohn de profesie medic, în SUA, și trăiește în prezent la New York având numele Leah Zoia Faerstein;
- Ecaterina a fost căsătorită cu Dănuț Florin Olteanu, fost secretar de partid la întreprinderea Tehnofina. Ecaterina este mama lui Bogdan Olteanu, acesta locuind până la vârsta de 30 ani împreună cu bunica sa.[2]

Un amănunt picant este modul cum numeroși activiști importanți ai Partidului Comunist Român își botezau odraslele. Astfel Chivu Stoica, Leontin Sălăjan și Teohari Georgescu și-au botezat fiicele cu numele de Ana în privința considerației pe care aceștia o purtau Anei Pauker, ei considerând părerile și opiniile ei ca fiind infailibile. În mod similar Emil Bodnăraș, Gheorghe Apostol, Iosif Chișinevschi, Ghizela Vass, Alexandru Sencovici și Vasile Vîlcu și-au botezat băieții cu numele de Gheorghe în semn de apreciere a lui Gheorghe Gheorghiu Dej. Nicolae Ceaușescu a fost o excepție deoarece și-a botezat copiii cu numele de Valentin, Zoe și Nicolae.

## Distincții
- Medalia „A cincea aniversare a Republicii Populare Române” (24 decembrie 1952) „pentru lupta și munca duse în vederea făuririi, consolidării și prosperării Republicii Populare Române”[4]
- Ordinul „23 August” clasa a II-a (12 august 1959) „pentru îndelungată activitate în mișcarea muncitorească, pentru contribuția activă la răsturnarea dictaturii militaro-fasciste și instaurarea regimului democrat-popular, pentru merite deosebite în opera de construire a socialismului”[5]
- Medalia „40 de ani de la înființarea Partidului Comunist din Romînia” (6 mai 1961) „pentru activitate îndelungată în mișcarea muncitorească și merite în opera de construire a socialismului”[6]
- Ordinul Muncii clasa I (11 aprilie 1962) „pentru activitate îndelungată în mișcarea muncitorească și contribuție la opera de construire a socialismului, cu prilejul împlinirii a 50 de ani”[7]
- Ordinul „Steaua Republicii Populare Romîne” clasa a II-a (18 august 1964) „pentru merite deosebite în opera de construire a socialismului, cu prilejul celei de a XX-a aniversări a eliberării patriei”[8]
- Ordinul „Tudor Vladimirescu” clasa a II-a (30 aprilie 1966) „cu prilejul celei de-a 45-a aniversări de la înființarea Partidului Comunist din România, pentru îndelungată activitate în mișcarea muncitorească și merite deosebite în opera de construire a socialismului”[9]
- titlul de Erou al Muncii Socialiste și medalia de aur „Secera și ciocanul” (4 mai 1971) „cu prilejul aniversării a 50 de ani de la constituirea Partidului Comunist Român, [...] pentru activitate îndelungată în mișcarea muncitorească și merite deosebite în opera de construire a socialismului în patria noastră”[10]
- Ordinul „Tudor Vladimirescu” clasa I (7 mai 1981) „pentru rezultatele obținute în îndeplinirea cincinalului 1976–1980, pentru contribuția deosebită adusă la înfăptuirea politicii Partidului Comunist Român de făurire a societății socialiste multilateral dezvoltate în patria noastră, cu prilejul aniversării a 60 de ani de la făurirea Partidului Comunist Român”[11]